# Unité urbaine de Vendôme
L'unité urbaine de Vendôme est une unité urbaine française centrée sur Vendôme, une des sous-préfectures du Loir-et-Cher, au cœur de la deuxième agglomération urbaine du département.

## Données générales
Dans le zonage réalisé par l'Insee en 1999, l'unité urbaine était composée de cinq communes, ainsi que dans celui réalisé en 2010, toutes situées dans le département de Loir-et-Cher, plus précisément dans l'arrondissement de Vendôme.
Dans le nouveau zonage réalisé en 2020, elle est composée des cinq mêmes communes.
En 2022, avec 22 091 habitants, elle représente la 2e unité urbaine du département du Loir-et-Cher après celle de Blois (1er rang départemental et préfecture du département) et elle devance l'unité urbaine de Romorantin-Lanthenay qui se classe au 3e rang départemental avec 18 377 habitants en 2022. Elle occupe le 10e rang dans la région Centre-Val de Loire après l'unité urbaine de Vierzon (9e rang régional). Elle clôt la liste des unités urbaines de plus de 20 000 habitants dans la région Centre-Val de Loire.
En 2020, sa densité de population s'élève à 317 hab/km2, ce qui en fait une unité urbaine dont la densité de population, tout en étant largement supérieure à celle du département, demeure moins élevée que celle de Blois avec 569 hab/km2.
Par sa superficie, elle ne représente que 1,10 % du territoire départemental mais, par sa population, elle regroupe 6,75 % de la population du Loir-et-Cher en 2020.

## Composition de l'unité urbaine en 2020
Elle est composée des cinq communes suivantes :
| Nom                    | Code Insee | Département  | Statut       | Superficie (km2) | Population (dernière pop. légale) | Densité (hab./km2) | Modifier                                    |
| ---------------------- | ---------- | ------------ | ------------ | ---------------- | --------------------------------- | ------------------ | ------------------------------------------- |
| Vendôme (ville-centre) | 41269      | Loir-et-Cher | ville-centre | 23,89            | 15 566 (2022)                     | 652                | modifier les données · modifier les données |
| Areines                | 41003      | Loir-et-Cher | banlieue     | 4,84             | 580 (2022)                        | 120                | modifier les données · modifier les données |
| Naveil                 | 41158      | Loir-et-Cher | banlieue     | 13,28            | 2 439 (2022)                      | 184                | modifier les données · modifier les données |
| Saint-Ouen             | 41226      | Loir-et-Cher | banlieue     | 11,30            | 3 016 (2022)                      | 267                | modifier les données · modifier les données |
| Villerable             | 41287      | Loir-et-Cher | banlieue     | 16,81            | 490 (2022)                        | 29                 | modifier les données · modifier les données |

## Évolution démographique
| 1968   | 1975   | 1982   | 1990   | 1999   | 2008   | 2013   | 2020   |
| ------ | ------ | ------ | ------ | ------ | ------ | ------ | ------ |
| 19 503 | 21 902 | 22 572 | 23 392 | 23 623 | 23 288 | 23 808 | 22 451 |

#### Données générales
- Unité urbaine
- Aire d'attraction d'une ville
- Aire urbaine (France)
- Liste des unités urbaines de France

#### Données démographiques en rapport avec l'unité urbaine de Vendôme
- Aire d'attraction de Vendôme
- Arrondissement de Vendôme

#### Données démographiques en rapport avec le Loir-et-Cher
- Démographie de Loir-et-Cher